# بخش سانتا ماریا (کاتامارکا)
بخش سانتا ماریا (به اسپانیایی: Departamento Santa María) یک منطقهٔ مسکونی در آرژانتین است که در استان کاتامارکا واقع شده‌است. بخش سانتا ماریا ۵٬۷۴۰ کیلومتر مربع مساحت و ۲۲٬۱۲۷ نفر جمعیت دارد.